# Îles Obi
Les îles Obi sont un groupe d'îles indonésiennes qui appartiennent à l'archipel des Moluques du Nord.
Obi (en) (ou Obira) est la plus étendue avec une surface de  2542 km² et elle compte environ 17 000 habitants. Elle se localise, avec sa voisine Tobelai (à l'est), en mer de Halmahera. Les îles Talat, Bisa, Obilatu, Belangbelang et Malamala se trouvent quant à elles en mer des Moluques. L'île de Gomumu est la seule de l'archipel à se situer en mer de Céram .

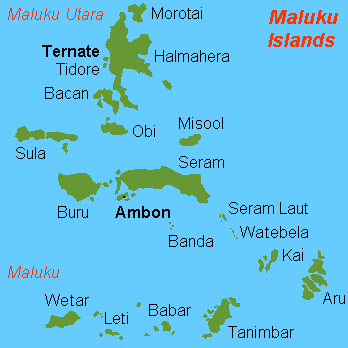
Localisation des îles Obi au sein des Moluques.

L'extraction minière intensive de terre contenant du nickel risque de mettre en péril l'existence même de l'île d'ici dix à trente ans.